# Atlant

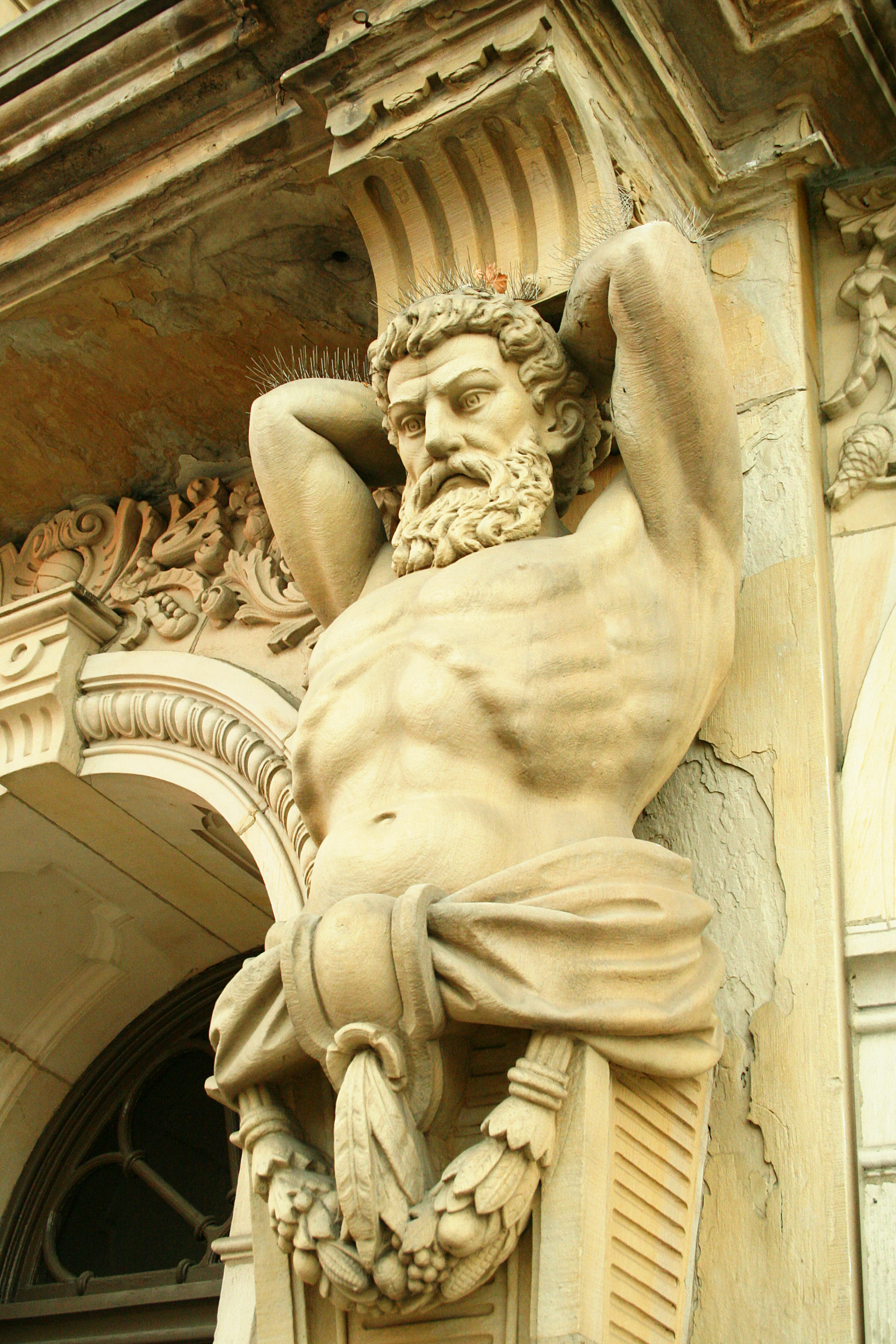
Beeld van Telamon in Wooster (Ohio)

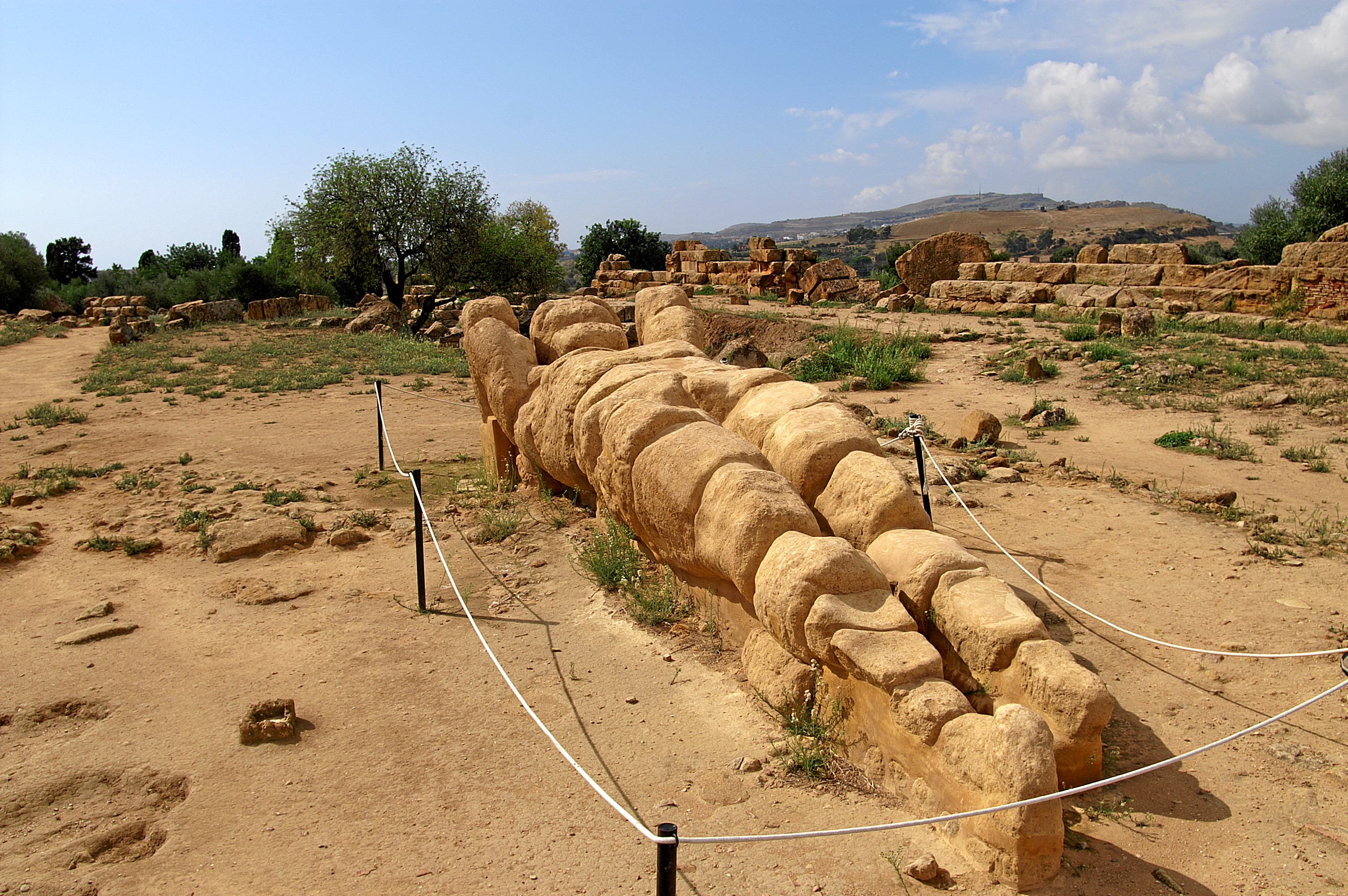
Telamon, tempel van de Olympische Zeus in Agrigento

Een atlant of telamon is in de architectuur en beeldhouwkunst een zuil in de vorm van een mannenfiguur die het hoofdgestel van een gebouw draagt. De naam atlant is afgeleid van Atlas (genitief: Atlantos), de mythologische hemeldrager.
De vrouwelijke variant van de atlant is de kariatide.